# Лященко, Александр Трофимович
Александр Трофимович Лященко (4 сентября 1922, Николаевская область — 18 апреля 1998) — полный кавалер ордена Славы, командир отделения взвода пешей разведки 830-го стрелкового полка, 238-й стрелковой дивизии, сержант — на момент представления к награждению орденом Славы 1-й степени.

## Биография
Родился 4 сентября 1922 года в селе Краснополь Врадиевского района Николаевской области. Украинец. Член ВКП/КПСС с 1948 года. С родителями переехал в посёлок Любашевка Одесской области, где окончил 10 классов.
В июле 1941 года призван в Красную Армию. Служил в истребительном батальоне. Боевое крещение принял в бою под Днепродзержинском в августе 1941 года. Затем был направлен в учебный полк, после чего в октябре 1941 года — в 24-ю воздушно-десантную бригаду формируемого 10-го воздушно-десантного корпуса. В августе 1942 года корпус был преобразован в 41-ю гвардейскую стрелковую дивизию, а 24-я бригада стала 124-м гвардейским стрелковым полком. В том же месяце дивизия была переброшена под Сталинград, где в составе 1-й гвардейской и 24-й армий прикрывала северо-западное и северное направления к городу. В ноябре того же года после месячного отдыха и пополнения выдвинута в район села Осетровка, откуда в ходе операции «Сатурн» вела наступление на Чертково.
23 декабря 1942 года в одном из боёв по окружению крупной группировки немецких и итальянских войск в районе Чертково А. Т. Лященко был ранен в грудь и плечо. Проходил лечение в госпитале в городе Владимир. После выздоровления в августе 1943 года направлен на Западный фронт, во время Спас-Деменской операции вновь получил ранение. После выздоровления проходил обучение в школе младших командиров. В апреле 1944 года направлен в 830-й стрелковый полк 238-й стрелковой дивизии. В составе 50-й армия 2-го Белорусского фронта участвовал в боях под Могилёвом.
В ночь на 27 мая 1944 года при выполнении задания по захвату контрольного пленного в районе посёлка Красница разведчик взвода пешей разведки младший сержант Лященко находился в группе прикрытия. Противники обнаружили разведчиков и пытались отрезать группу захвата. Лященко первым бросился на противника, ворвался в боевые порядки немцев, расстреливая их в упор, чем дал возможность уйти группе захвата вместе с пленным. За этот бой он был награждён орденом Красной Звезды.
27 июня 1944 года младший сержант Лященко на первом плоту форсировал реку Днепр в районе города Могилёв, ворвался во вражескую траншею и завязал бой. 28 июня при освобождении города вместе с другими разведчиками взвода захватил в плен 27 солдат и офицеров, лично уничтожив трёх противников. Приказом командира 238-й стрелковой дивизии от 23 июля 1944 года за мужество, проявленное в боях с врагом, младший сержант Лященко награждён орденом Славы 3-й степени.
В дальнейшем участвовал в Белорусской наступательной операции. Был назначен командиром отделения. 14 августа 1944 года Лященко при освобождении города Осовец подобрался к блиндажу и дзоту противника, забросал их гранатами и, открыв автоматный огонь по врагу, уничтожил свыше 10 солдат.
Приказом по 49-й армии от 9 сентября 1944 года младший сержант Лященко награждён орденом Славы 2-й степени.
В сентябре 1944 года 238-я стрелковая дивизия вышла к реке Нарев, затем участвовала в прорыве обороны противника в районе Мазурских озёр северо-западнее города Баранув в ходе Млавско-Эльбингской операции. Вновь А. Т. Лященко отличился в боях в Восточной Померании.
17 февраля 1945 года он обнаружил колонну противников, выдвигавшуюся для занятия рубежа навстречу советским частям. Подпустив врага на расстояние 10 метров, Лященко открыл огонь. Противник, потеряв шестерых солдат, вернулся на исходные позиции, что позволило советским войскам выдвинуться вперёд и занять выгодный рубеж. За этот бой Лященко был награждён орденом Отечественной войны 2-й степени.
9 марта 1945 года взводу разведки была поставлена задача овладеть высотой 184,0 в районе города Картхауз, подступы к которой простреливались сильным ружейно-пулемётным огнём. Сержант Лященко, подавая пример бойцам, первым поднялся в атаку и повёл за собой отделение. Гранатами подавил пулемётную точку, в рукопашной схватке сразил двух противников и одного взял в плен. Высота была взята.
Указом Президиума Верховного Совета СССР от 29 июня 1945 года за мужество, отвагу и героизм, проявленные в борьбе с захватчиками, сержант Лященко Александр Трофимович награждён орденом Славы 1-й степени.
В марте 1945 года был тяжело ранен. Лишился ноги. В том же году после выписки из госпиталя демобилизован. Вернулся в Любашевку. Работал заместителем председателя колхоза. В 1946 году поступил в Одесский электротехнический институт связи, по окончании которого работал в посёлке городского типа Дымер, городе Первомайск, затем начальником Николаевской городской телефонно-телеграфной станции.
Награждён орденами Октябрьской Революции, Отечественной войны 1-й и 2-й степени, Красной Звезды, Славы 1-й, 2-й и 3-й степени, медалями.
Умер 18 апреля 1998 года.

## Комментарии
1. ↑  «Сатурн» — кодовое название планировавшейся советской наступательной операции. Широкомасштабная операция была отменена и вместо неё проведена менее масштабная операция «Малый Сатурн»